# Boa Vista (Kap Verde)
Boa Vista (deutsch: Schöner Ausblick), auch Boavista geschrieben, ist die drittgrößte der Kapverdischen Inseln im östlichen Zentralatlantik. Die Insel ist zugleich namensgebend für einen Landkreis (Concelho). Die „Perle“ der Kapverden genannte Wüsteninsel wird seit einiger Zeit als Touristenziel aufgebaut. Namhafte europäische Investoren haben in den letzten Jahren luxuriöse Ferienwohnungen und Hotels im maurischen Stil errichtet. Die schönsten und längsten Strände der Kapverden sollen sich hier befinden.

## Geografie

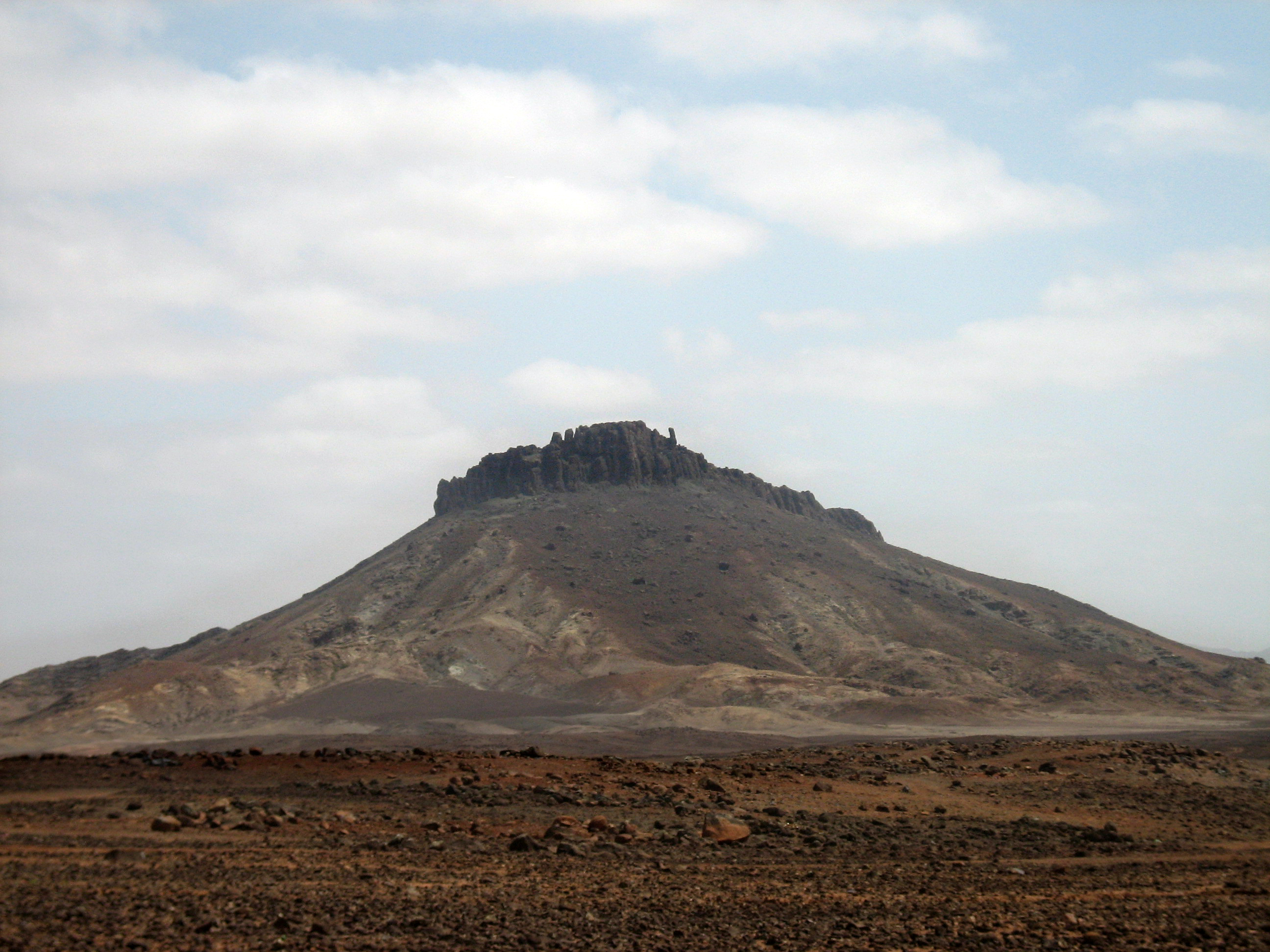
Überrest eines alten Vulkanschlotes: Der Berg Santo António

Boa Vista gehört zur Inselgruppe Ilhas de Barlavento (dt.: Inseln über dem Wind). Sie liegt südlich der Insel Sal und nördlich von Maio und mit 455 km Abstand zum Cap Vert im Senegal ist sie dem afrikanischen Festland am nächsten. Hauptort der Insel ist die Hafenstadt Sal Rei.
Im Inselinneren überragen einige verwitterte Vulkanschlote den Kalksockel, auf dem die ansonsten flache Insel aufsitzt. Das Inselinnere der mit 620 km² recht großen Insel ist wüstenhaft. Ausgedehnte Dattelhaine wechseln sich ab mit Dünenfeldern, gebirgiger Steinwüste und weiten Kiesfeldern in den zumeist flach auslaufenden Trockentälern. Umgeben wird die Insel von einer Kette weiter heller Sandstrände.
Das Klima kennt nur geringe jahreszeitliche Schwankungen mit Temperaturen zwischen 20 und 32 °C, extrem seltenen Niederschlägen und zumeist einer kräftigen Brise aus Nord-Ost.

## Geologie
Geomorphologisch ist Boa Vista eines der besten Beispiele für einen vom Meer abradierten Vulkanbau in den Kapverden. Die umfassende quartäre Erosion, vor der nur wenige, knapp 390 Meter Höhe erreichende, phonolithische Erhebungen verschont blieben, ermöglicht einen einzigartigen Einblick ins Innere einer Vulkaninsel. So entstanden als Folge der Abrasion im Pleistozän ausgiebige Terrassensysteme und im Holozän weit verbreitete marine Sandablagerungen.
Der geologische Aufbau der Insel lässt sich wie folgt gliedern (von jung nach alt):
- Holozäne Sedimente
- Pleistozäne Sedimente
- Moderne pyroklastische Vulkankegel
- Chão-de-Calheta-Formation
- Zwischengeschaltete Sedimente
- Pico-Forcado-Formation
- Monte-Caçador-Formation
- Monte-Passarão-Komplex
- Alter Eruptivkomplex
- Ankaramitische Laven

Die geologische Entwicklung auf Boa Vista beginnt im frühen Miozän (Burdigalium) mit mehr als 16 Millionen Jahre BP alten ankaramitischen Laven im Nordosten der Insel (Fundo-de-Figueiras-Formation?).
Die zweite, 15,0 bis 12,5 Millionen Jahre BP überspannende Altersgruppe des Mittelmiozäns (Langhium und Serravallium) besteht aus differenzierten Vulkaniten der Phonolith-Trachyt-Reihe, von denen ein großes Volumen gefördert wurde. Hierzu gehören:
- der alte Eruptivkomplex, der einen Großteil des Inneren von Boa Vista einnimmt. Er besteht vorwiegend aus Phonolithen, die intensiv von Gangscharen und großen Nestern aus Nephelinsyenit intrudiert werden. Die Nephelinsyenite sind sehr reich an exotischen Mineralen.
- der Monte-Passarão-Komplex, der ebenfalls phonolithischer Natur ist und sich aus subaerischen Lavaflüssen, Gängen, Brekzien und Ignimbriten aufbaut. Er umringt den Alten Eruptivkomplex im Innern der Insel, die jeweiligen Kontaktverhältnisse sind im Einzelnen aber noch nicht geklärt. Der gesamte Komplex dürfte subaerisch entstanden sein.
- die Monte-Caçador-Formation, die diskordant über den Phonolithen des Monte-Passarão-Komplexes und den Ankaramiten der Fundo-de-Figueiras-Formation liegt. Sie wird gänzlich aus effusiven, an der Oberfläche ausgedrungenen Phonolithen aufgebaut.
- die diskordant folgende, phonolithische Pico-Forcado-Formation; meistens handelt es sich um subaerische Lavaflüsse und einige pyroklastische Ablagerungen. Ein Großteil der Erhebungen auf Boa Vista gehört zu dieser Formation, insbesondere die Anhöhen im Osten der Insel.

Nach Ablagerung der Pico-Forcado-Formation trat eine Ruhepause im Vulkanismus ein. Die zwischengeschalteten Sedimente sind sowohl terrigenen als auch marinen Ursprungs. Ihr mariner Anteil ist vorwiegend entlang der Küste aufgeschlossen, lässt sich aber über eingeschnittene Täler weiter ins Inselinnere verfolgen. Die marinen Sedimente bestehen aus bis zu zehn Meter mächtigen Kalkareniten und kompakten Fossilkalkenn die im Flachwasserbereich abgesetzt wurden.
Die dritte Altersgruppe überspannt den Zeitraum 9,5 bis 4,5 Millionen Jahre BP (Tortonium bis Zancleum). Sie besteht aus der Chão-de-Calheta-Formation, der wichtigsten basaltischen Formation Boa Vistas (Basanite und Nephelinite). Auch sie tritt sowohl submarin als auch subaerisch auf und findet sich ausschließlich entlang der Peripherie der Insel. An der Basis der Formation finden sich neun Millionen Jahre BP alte, subaerische Mafite. Das Liegende nehmen dann recht mächtige, zirka sieben Millionen Jahre BP alte, submarine Lavaflüsse ein (Kissenlaven), die im Hangenden in subaerische Basaltgesteine übergehen. Letztere sind entlang der Küste aufgeschlossen, insbesondere im Osten der Insel, wo sie marinen Sedimenten auflagern. Mit Abschluss der Chão-de-Calheta-Formation war die vulkanische Aktivität auf Boa Vista im Wesentlichen beendet. Es entstanden im Nachhinein noch vereinzelte, basaltische, pyroklastische Kegel mit den dazugehörigen Lavaaustritten. Sie befinden sich wie beispielsweise der Morro Negro im Inselinneren.
Intensive marine Abrasion schuf während des Pleistozäns weit ausgedehnte Terrassensysteme und durch den Seegang geschaffene Erosionsflächen. Bis zu zehn individuelle Terrassenniveaus können ausgeschieden werden, wobei das höchste Niveau immerhin 130 Meter über dem jetzigen Meeresspiegel erreicht. Mit den Terrassen können auch Dünenkörper assoziiert sein. Bei den Terrassen handelt es sich um meist flach liegende, kalkbetonte Sedimentkörper (bioklastische Grainstones, Boundstones, Wackestones und Mudstones mit gelegentlichen Calcrete-Bildungen), aber auch steiler einfallende Vorstrandablagerungen sind anzutreffen. Manche Terrassen zeigen auch Wiederaufarbeitungserscheinungen. Gute Beispiele für Terrassen finden sich an der Südküste von Boa Vista, am Rabil-Lajedos-Rücken, bei Bofareira und bei Vigia. Im Holozän wurden dann vorwiegend Sande vom Meer zurückgelassen.

## Geschichte

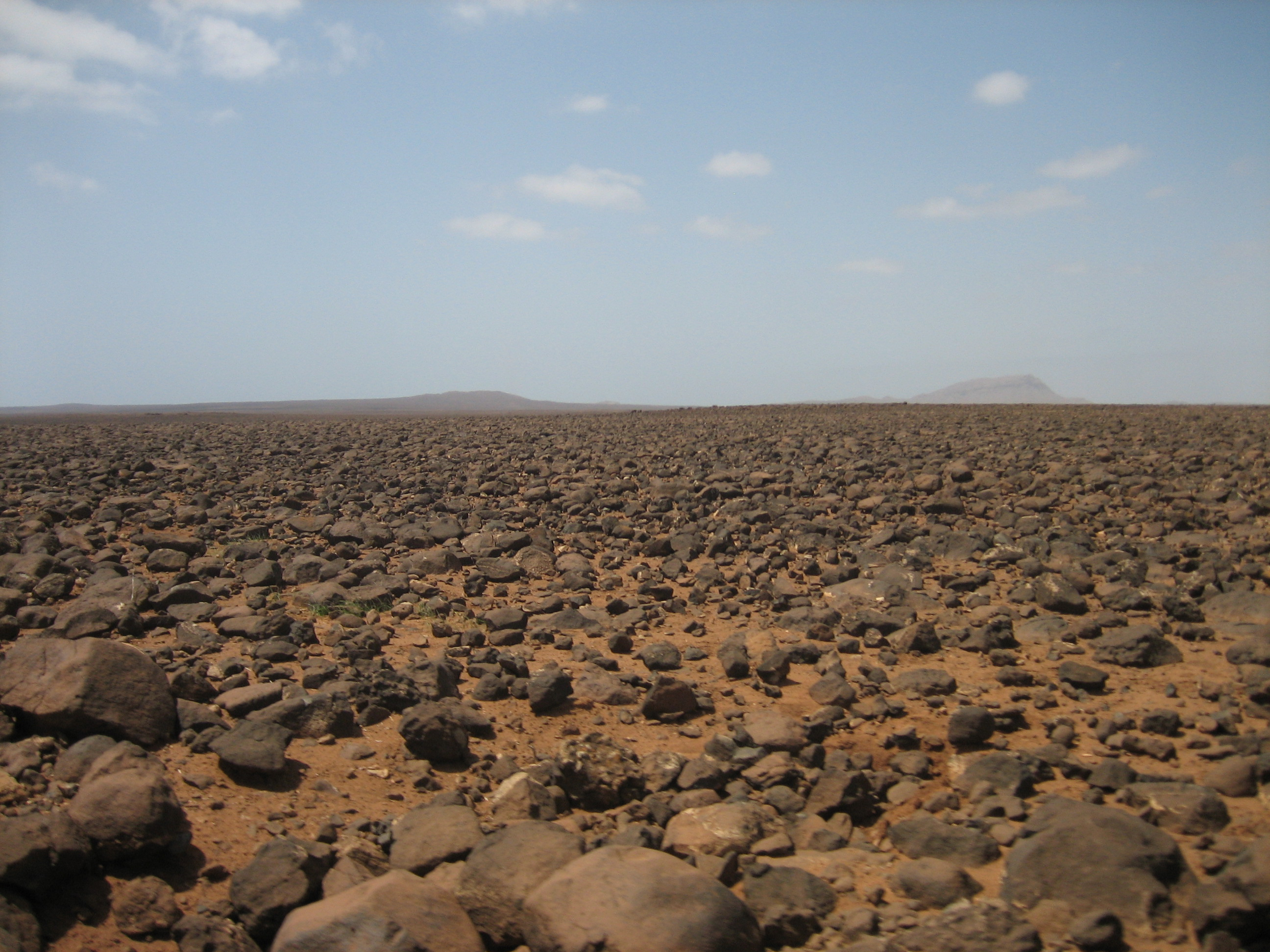
Ein großer Teil des Inselinneren wird von Steinwüste bestimmt

Den Namen Boa Vista (dt.: Schöner Anblick) hat die Insel im Streit um die Entdeckung des Archipels erhalten. Der Erstbeschreiber Antonio da Noli hatte sie 1458 São Cristovão nach dem Schutzheiligen der Genueser Seeleute benannt. Der Venezianer Alvise Cadamosto hingegen berichtet in seinem etwa 1464 verfassten Bericht, er habe die Insel bereits 1456 zusammen mit Antoniotto Usodimare entdeckt, als ihre Schiffe bei einem Sturm vom Kap Blanc aus nach Südwesten abgetrieben worden waren. Sie hätten die Insel „boa vista“ benannt, da es die erste Landsicht in dieser Gegend gewesen war. Heinrich der Seefahrer, in dessen Auftrag beide Kapitäne unterwegs waren, ließ die Insel 1460 durch die Gebrüder da Noli in portugiesischen Besitz nehmen.
Die Erstbesiedlung erfolgte durch Hirtensklaven ähnlich der Insel Maio. Christoph Kolumbus besuchte sie auf seiner dritten Amerikareise 1498 und beschreibt eine Leprasiedlung.
Ab 1620 florierte der Salzhandel mit vorwiegend englischen Kapitänen. Die Salinen wurden von Sklaven angelegt und bearbeitet. Wegen ständiger Piratenüberfälle wurden die ersten Siedlungen in schwer einsehbaren Gebirgsgegenden angelegt. Nachdem die blühende, zu dieser Zeit wichtigste Stadt Kap Verdes, Sal Rei 1818 von Piraten dem Erdboden gleichgemacht worden war, entstand auf der vorgelagerten Insel Ilhéu de Sal Rei ein kanonenbewehrtes Fort.
1843 nahm eine englisch-portugiesische Kommission zur Abschaffung der Sklaverei ihre Arbeit auf, in deren Folge 1878 die Sklaven freigelassen wurden.
Eine verheerende Gelbfieberepidemie im Jahre 1845 beendete die Vorrangstellung Boa Vistas in Kap Verde. Erst um das Jahr 2000 hat die Bevölkerung wieder den Stand vor der Epidemie erreicht. Einflussreiche englische Händler zogen sich vom Salz und von Boa Vista zurück und machten ihr Glück als Kohlehändler in Mindelo.
Jüdische Händler gaben der Insel noch einen bescheidenen Aufschwung in den 1880ern. Sie errichteten u. a. eine moderne Ziegelfabrik, deren Energiehunger das dichte Tamarisken-Gestrüpp des Inselinneren geopfert wurde und in wenigen Jahren die heute so natürlich wirkende Wüstenlandschaft zurückließ.
Wohlhabende Händler und Kapitäne bescherten der Insel früh ein vergleichsweise hohes Bildungsniveau und ein pan-atlantisches Weltbild, so dass die Insel einflussreiche Künstler, Musiker, Schriftsteller und Politiker hervorbrachte.
Etwa am 27. September 2019 strandeten hier über 160 Breitschnabeldelfine, von denen 136 am Strand starben. Die Ursache soll von der spanischen Universität Las Palmas de Gran Canaria beforscht werden.

## Verwaltung
Die Insel gehört zur Nordgruppe der Kapverdischen Inseln, den Ilhas de Barlavento. Hauptstadt der Insel ist Sal Rei.
Administrativ ist Boa Vista in einen gleichnamigen Kreis (Concelho) mit zwei Gemeinden (Freguesias) gegliedert.
| Concelho (Kreis) | Freguesia (Gemeinde) |
| ---------------- | -------------------- |
| Boa Vista        | Santa Isabel         |
| Boa Vista        | São João Baptista    |

## Wirtschaft und Tourismus
Seit den 1990ern hat sich die seit der Unabhängigkeit unter der Trockenheit leidende und dahinsiechende Insel zu einer kleinen Tourismusattraktion gewandelt. Vorwiegend west- und südeuropäische Gäste und Investoren beleben die Szene. Für Surfer und Segler ist Boa Vista eines der sichersten Starkwindreviere.
Als Erwerbsgrundlage traten Viehzucht und Fischerei mit der touristischen Erschließung der Insel immer mehr in den Hintergrund, während das Kunsthandwerk (insbesondere die keramische Fertigungsstätte in Rabil) auch vom Tourismus profitieren konnte. Dank des Tourismus bietet Boa Vista neue Arbeitsplätze und die Einwohnerzahl steigt wieder.
Auch nach dem Ausbau des Flughafens für internationalen Verkehr im Oktober 2007 sind die kilometerlangen feinen hellen Sandstrände und felsigen Küstenabschnitte größtenteils noch einsam. Wanderungen und Ausflugsfahrten ins Inselinnere bieten Abwechslung von Wassersport und Strandleben. Ein Anziehungspunkt ist auch das Riff João Valente.

## Sehenswürdigkeiten

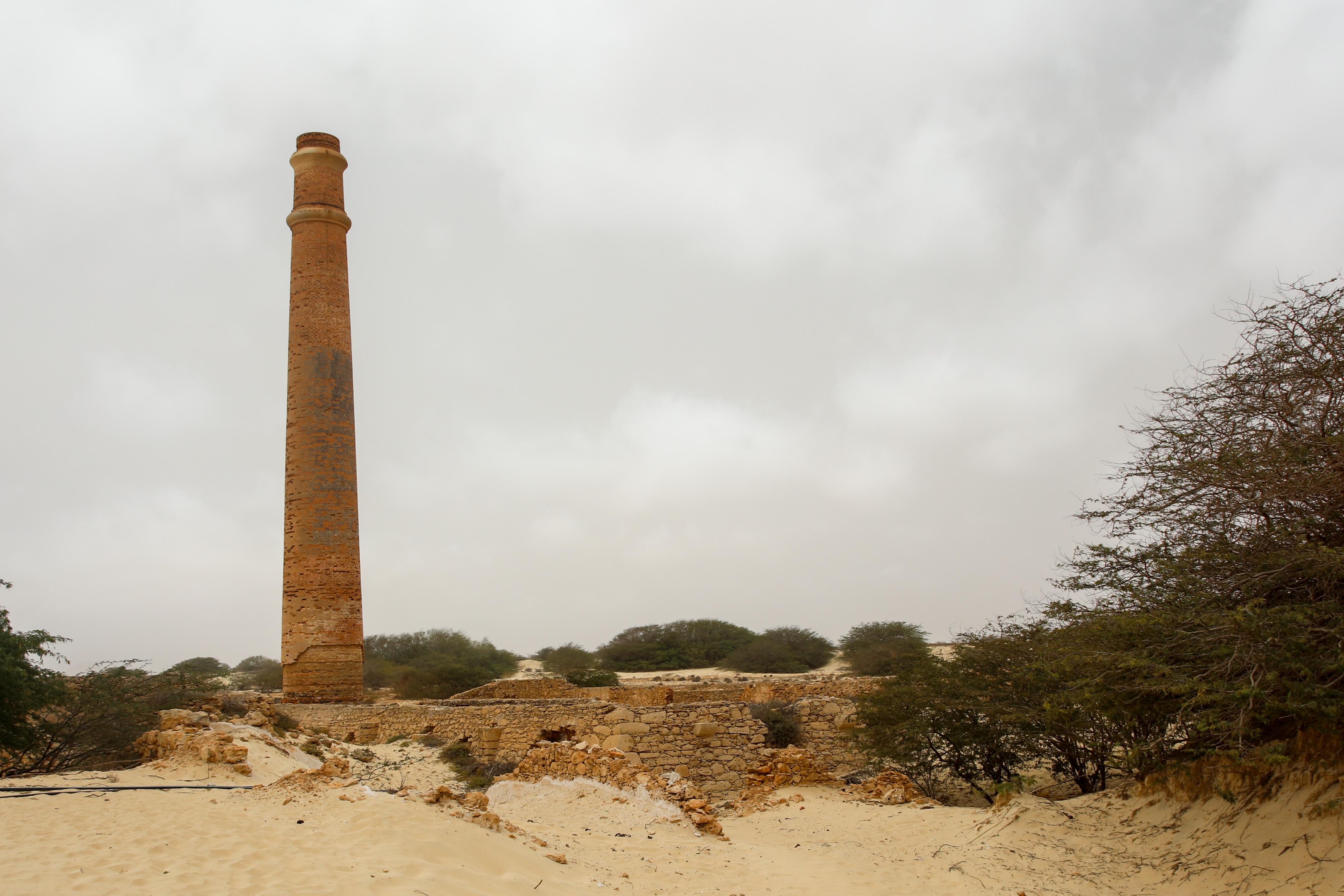
Ehemalige Ziegelfabrik bei Rabil

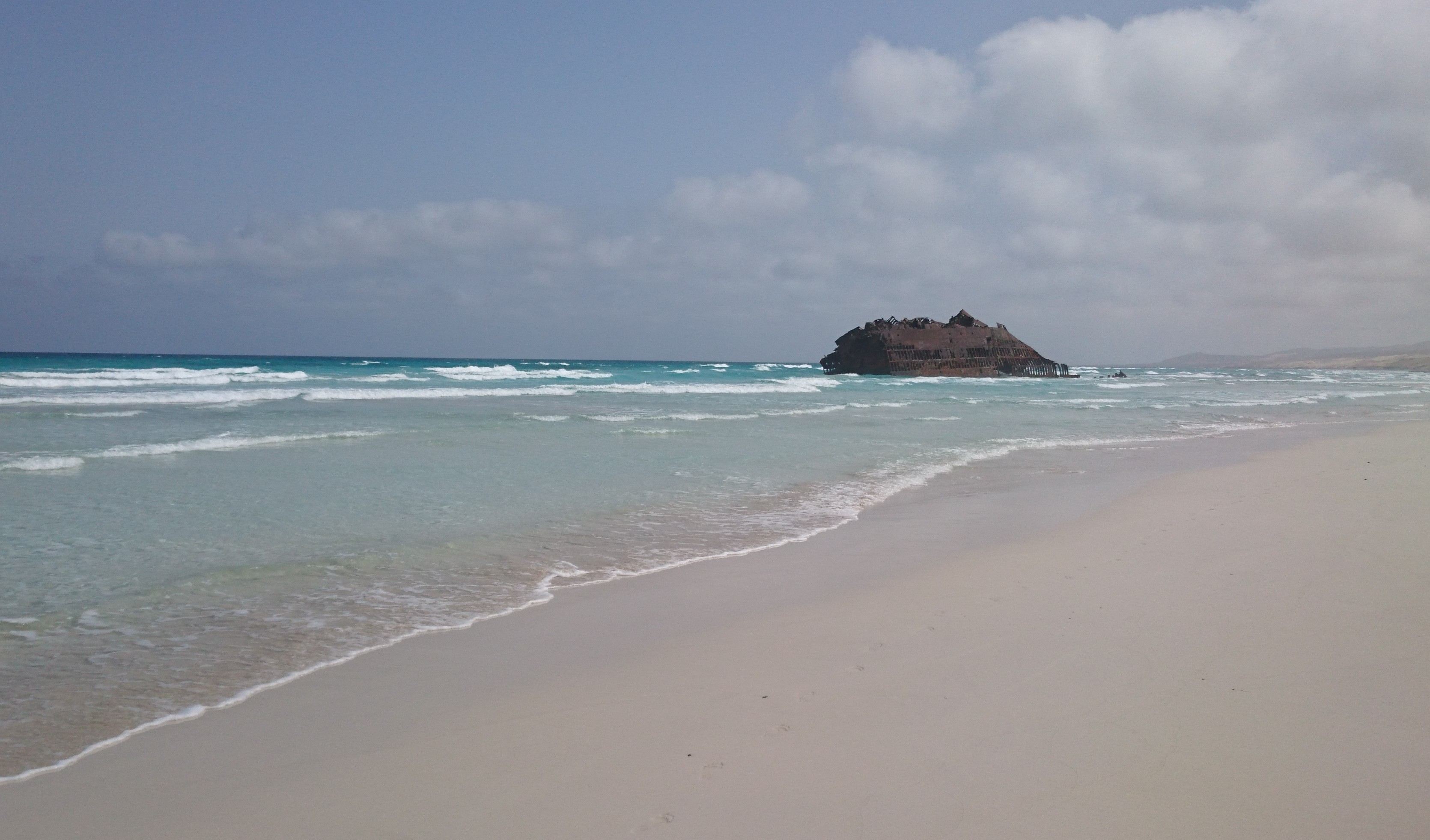
Wrack des aufgelaufenen Frachters am Strand des Cabo de Santa Maria

Als Wahrzeichen der Insel gilt der Schornstein der ehemaligen Ziegelfabrik bei Rabil, dem früheren Hauptort der Insel und Sitz des Flughafens und keramischer Werkstätten, im Westen. Der heutige Hauptort Sal Rei hat eine sehenswerte Kirche und einen Hafen, von dem aus man auf die vorgelagerte Ilhéu de Sal Rei übersetzen kann, die mittlerweile stark vermüllt ist. Nördlich von Sal Rei liegt die Landspitze Cabo de Santa Maria mit dem seit 1968 in unmittelbarer Strandnähe liegenden Wrack eines Frachters, ist jedoch nur über unausgeschilderte Sandpisten zu erreichen. Schwer zu finden ist auch der 
wieder im Betrieb befindliche Leuchtturm auf dem Morro Negro im Osten der Insel. Auf dem Weg dorthin von Sal Rei befinden sich die kleine Sandwüste der Insel und die ursprünglichen Dörfer João Galego, Fundo das Figueiras und Cabeço dos Tarafes. Im Süden der Insel befindet sich Povoação Velha, der älteste Ort der Insel, mit einer berühmten Kirche; wenige Kilometer entfernt findet sich die Praia Santa Monica mit kilometerlangen weißen Stränden.